# Jangheung-gun
Jangheung es un condado en el sur de la provincia de Jeolla del Sur, Corea del Sur. En 2007 Jangheung-gun fue designada como un "cittaslow". Fue el primero designación cittaslow de Asia. Jangheung-gun es famosa por su producción de setas Lentinula edodes y otras hierbas usadas en Medicina tradicional coreana.

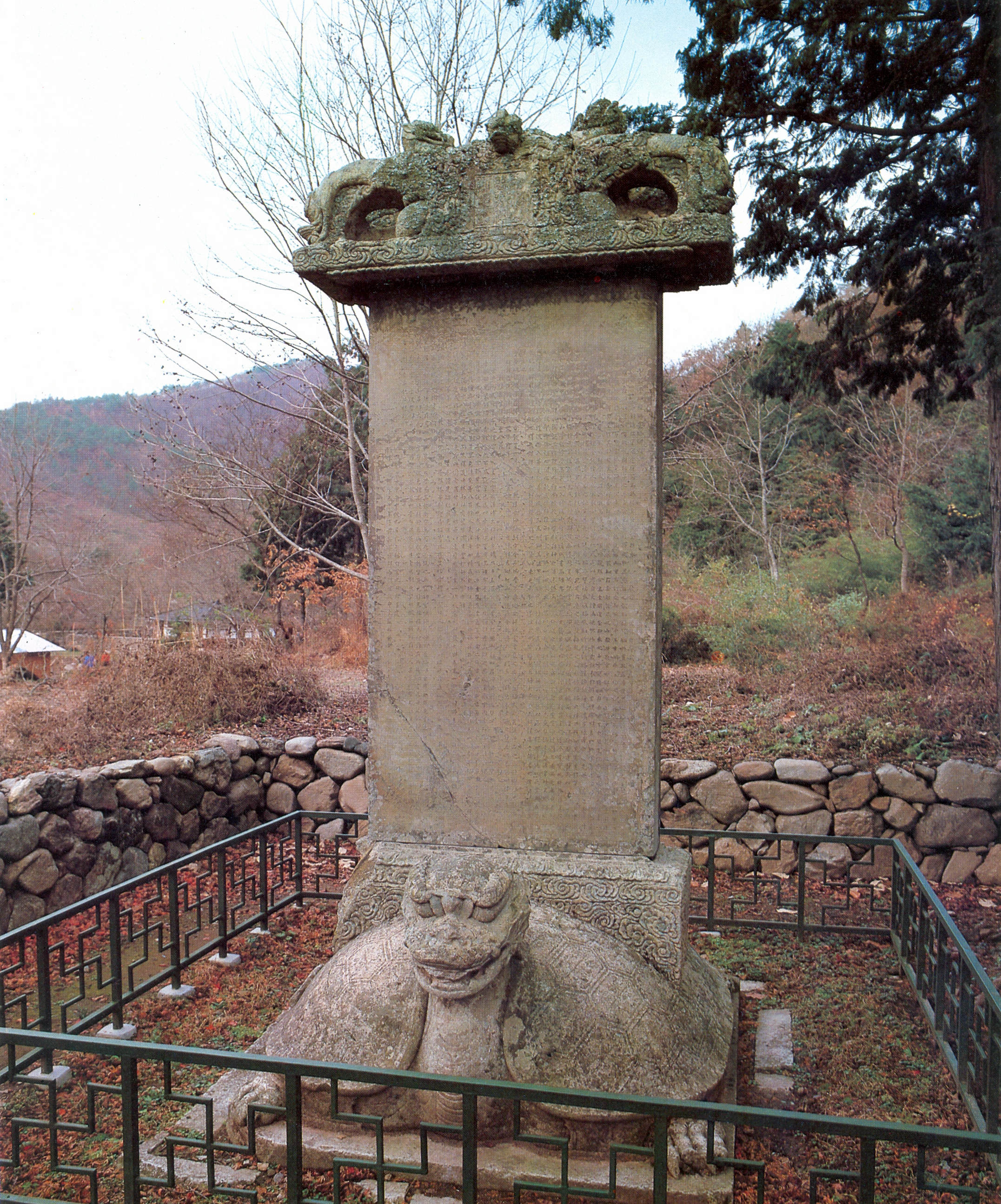
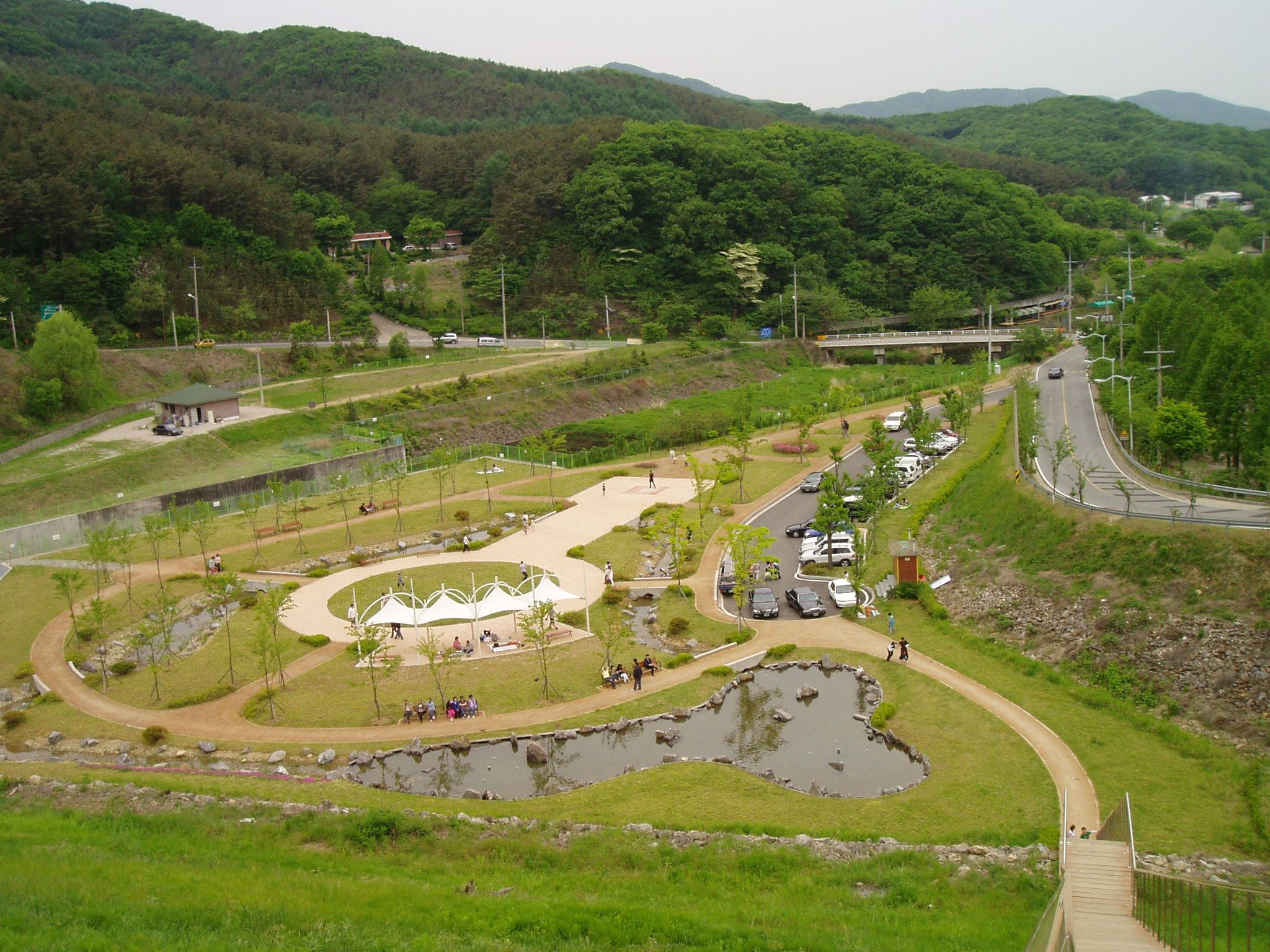
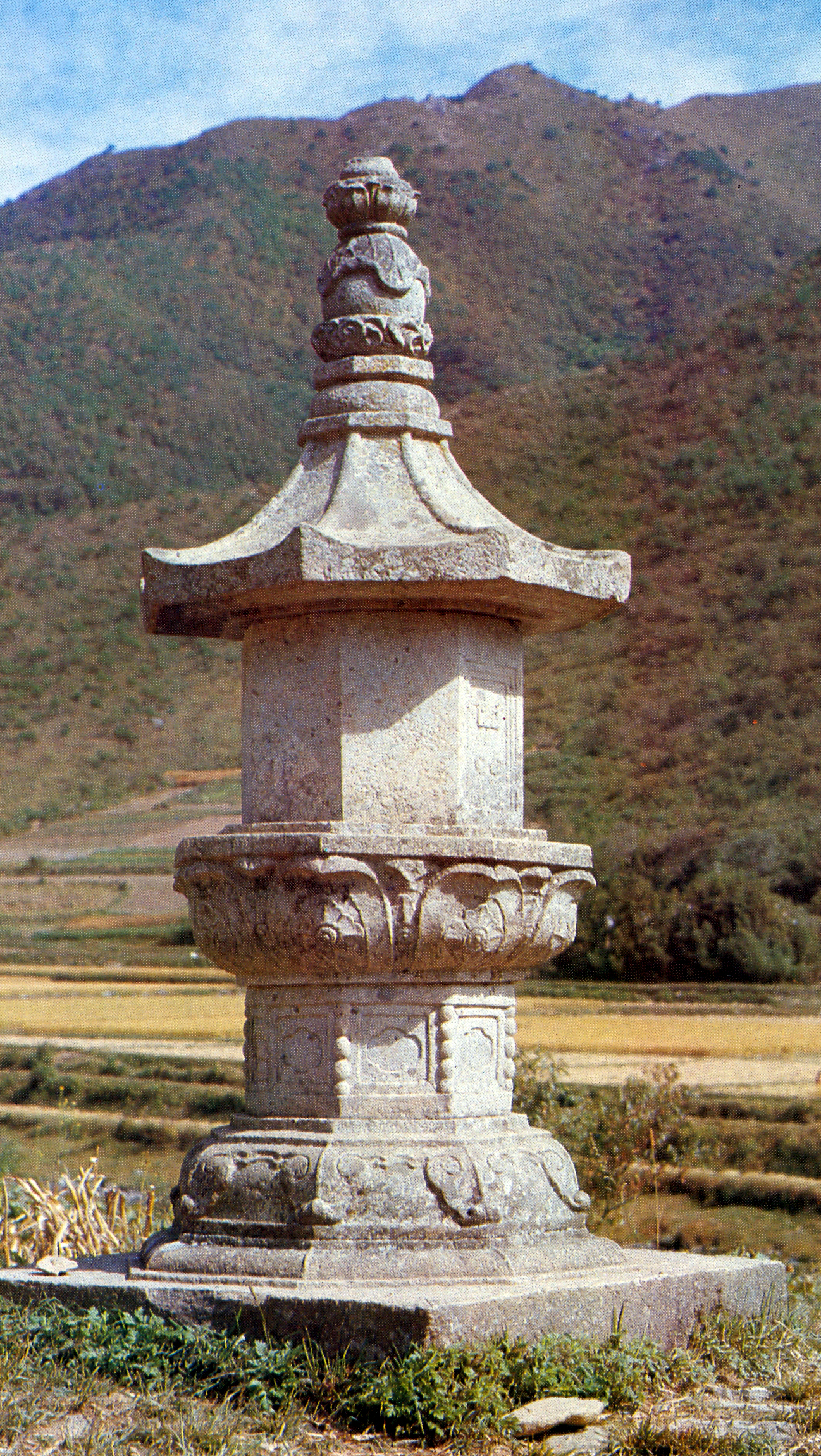

## Clima
| Parámetros climáticos promedio de Jangheung (1981–2010) | Parámetros climáticos promedio de Jangheung (1981–2010) | Parámetros climáticos promedio de Jangheung (1981–2010) | Parámetros climáticos promedio de Jangheung (1981–2010) | Parámetros climáticos promedio de Jangheung (1981–2010) | Parámetros climáticos promedio de Jangheung (1981–2010) | Parámetros climáticos promedio de Jangheung (1981–2010) | Parámetros climáticos promedio de Jangheung (1981–2010) | Parámetros climáticos promedio de Jangheung (1981–2010) | Parámetros climáticos promedio de Jangheung (1981–2010) | Parámetros climáticos promedio de Jangheung (1981–2010) | Parámetros climáticos promedio de Jangheung (1981–2010) | Parámetros climáticos promedio de Jangheung (1981–2010) | Parámetros climáticos promedio de Jangheung (1981–2010) |
| Mes                                                     | Ene.                                                    | Feb.                                                    | Mar.                                                    | Abr.                                                    | May.                                                    | Jun.                                                    | Jul.                                                    | Ago.                                                    | Sep.                                                    | Oct.                                                    | Nov.                                                    | Dic.                                                    | Anual                                                   |
| ------------------------------------------------------- | ------------------------------------------------------- | ------------------------------------------------------- | ------------------------------------------------------- | ------------------------------------------------------- | ------------------------------------------------------- | ------------------------------------------------------- | ------------------------------------------------------- | ------------------------------------------------------- | ------------------------------------------------------- | ------------------------------------------------------- | ------------------------------------------------------- | ------------------------------------------------------- | ------------------------------------------------------- |
| Temp. máx. media (°C)                                   | 6.2                                                     | 8.4                                                     | 12.9                                                    | 18.9                                                    | 23.3                                                    | 26.3                                                    | 28.8                                                    | 30.2                                                    | 26.9                                                    | 22.3                                                    | 15.3                                                    | 9.0                                                     | 19.0                                                    |
| Temp. media (°C)                                        | 0.6                                                     | 2.3                                                     | 6.4                                                     | 12.0                                                    | 17.0                                                    | 21.1                                                    | 24.6                                                    | 25.4                                                    | 20.9                                                    | 14.7                                                    | 8.2                                                     | 2.7                                                     | 13.0                                                    |
| Temp. mín. media (°C)                                   | -4.2                                                    | -3.1                                                    | 0.4                                                     | 5.2                                                     | 11.0                                                    | 16.7                                                    | 21.4                                                    | 21.6                                                    | 16.2                                                    | 8.5                                                     | 2.3                                                     | -2.7                                                    | 7.8                                                     |
| Precipitación total (mm)                                | 29.6                                                    | 45.0                                                    | 73.0                                                    | 101.4                                                   | 125.2                                                   | 219.0                                                   | 290.9                                                   | 306.5                                                   | 191.7                                                   | 44.5                                                    | 52.6                                                    | 26.2                                                    | 1505.6                                                  |
| Días de precipitaciones (≥ 0.1 mm)                      | 8.5                                                     | 7.3                                                     | 8.8                                                     | 8.3                                                     | 9.0                                                     | 10.2                                                    | 13.9                                                    | 12.5                                                    | 9.0                                                     | 5.4                                                     | 7.2                                                     | 7.5                                                     | 107.6                                                   |
| Horas de sol                                            | 152.7                                                   | 159.5                                                   | 188.1                                                   | 208.7                                                   | 217.3                                                   | 169.5                                                   | 145.6                                                   | 179.0                                                   | 166.7                                                   | 197.2                                                   | 161.1                                                   | 150.4                                                   | 2095.9                                                  |
| Humedad relativa (%)                                    | 68.2                                                    | 66.7                                                    | 66.6                                                    | 66.7                                                    | 71.0                                                    | 75.8                                                    | 82.1                                                    | 80.2                                                    | 77.3                                                    | 71.9                                                    | 70.5                                                    | 70.0                                                    | 72.2                                                    |
| Fuente: Korea Meteorological Administration             |                                                         |                                                         |                                                         |                                                         |                                                         |                                                         |                                                         |                                                         |                                                         |                                                         |                                                         |                                                         |                                                         |